# Trembleya phlogiformis
Trembleya phlogiformis är en tvåhjärtbladig växtart som beskrevs av Dc.. Trembleya phlogiformis ingår i släktet Trembleya och familjen Melastomataceae. Inga underarter finns listade i Catalogue of Life.